# Светско првенство у фудбалу за жене 2011. − група Б
Група Б ФИФА Светског првенства за жене 2011. била је једна од шест групе репрезентација које су се такмичиле на Светском првенству за жене 2011. Групу су чиниле су екипе Јапана, Новог Зеланда, Мексика и Енглеске. Утакмице су одигране 27. јуна, 1. јула и 5. јула 2011. Два најбоља тима пласирала су се у нокаут фазу.

## Табела
| Pos | Тим         | О | П | Н | И | ГД | ГП | ГР | Бод. | Qualification                   |
| --- | ----------- | - | - | - | - | -- | -- | -- | ---- | ------------------------------- |
| 1   | Енглеска    | 3 | 2 | 1 | 0 | 5  | 2  | +3 | 7    | Квалификовала се за нокаут фазу |
| 2   | Јапан       | 3 | 2 | 0 | 1 | 6  | 3  | +3 | 6    | Квалификовала се за нокаут фазу |
| 3   | Мексико     | 3 | 0 | 2 | 1 | 3  | 7  | −4 | 2    |                                 |
| 4   | Нови Зеланд | 3 | 0 | 1 | 2 | 4  | 6  | −2 | 1    |                                 |

## Утакмице

### Јапан и Нови Зеланд
| Јапан                               | (2 : 1)  | Нови Зеланд      |
| ----------------------------------- | -------- | ---------------- |
| - Јуки Нагасато 6’ - Аја Мијама 68’ | Извештај | - Амбер херн 12’ |

| Јапан | Нови Зеланд |

### Мексико и Енглеска
| Мексико             | (1 : 1)  | Енглеска            |
| ------------------- | -------- | ------------------- |
| - Моника Окампо 33’ | Извештај | - Фара Вилијамс 21’ |

| Мексико | Енглеска |

### Јапан и Мексико
| Јапан                                        | (4 : 0)  | Мексико |
| -------------------------------------------- | -------- | ------- |
| - Хомаре Сава 13’, 39’, 80’ - Шинобу Оно 15’ | Извештај |         |

| Јапан | Мексико |

### Нови Зеланд и Енглеска
| Нови Зеланд           | (1 : 2)  | Енглеска                          |
| --------------------- | -------- | --------------------------------- |
| - Сара Грегоријус 18’ | Извештај | - Џил Скот 63’ - Џесика Кларк 81’ |

| Нови Зеланд | Енглеска |

### Енглеска и Јапан
| Енглеска                           | (2 : 0)  | Јапан |
| ---------------------------------- | -------- | ----- |
| - Елен Вајт 15’ - Рејчел Јенки 66’ | Извештај |       |

| Енглеска | Јапан |

### Нови Зеланд и Мексико
| Нови Зеланд                              | (2 : 2)  | Мексико                                   |
| ---------------------------------------- | -------- | ----------------------------------------- |
| - Ребека Смит 90’ - Хана Вилкинсон 90+4’ | Извештај | - Стефани Мејор 2’ - Марибел Домингез 29’ |

| Нови Зеланд | Мексико |